# Stefania Serafin
Stefania Serafin er en professor ved Institut for Arkitektur og Medieteknologi ved Aalborg Universitet i København.

## Uddannelse
Stefania Serafin er kandidat fra Institute for Research and Coordination in Acoustics/Music (IRCAM) i Paris. I 2004 opnåede hun sin ph.d.-grad fra Center for Computer Based Music Theory and Acoustics ved Stanford University.

## Karriere
Stefania Serafin blev i 2018 ansat som professor ved Institut for Arkitektur og Medieteknologi ved Aalborg Universitet i København. Hun har tidligere været ansat som adjunkt og lektor ved samme universitet. Hendes forskningsinteresser inkluderer blandt andet sonisk interaktionsdesign samt virtual og augmented reality.
Serafin er præsident for Sound and Music Computing Network, som er en forskningsgruppe med fokus på lyd- og musikprogrammering. Hun er desuden også projektleder for Nordic Sound and Music Computing Network (NordicSMC), som er en gruppe af internationalt førende forskere inden for lyd- og musikprogrammering fra de nordiske lande .

## Udvalgte publikationer
- F. Avanzini, S. Serafin and D. Rocchesso, "Interactive Simulation of rigid body interaction with friction-induced sound generation," in IEEE Transactions on Speech and Audio Processing, vol. 13, no. 5, pp. 1073-1081, Sept. 2005.
- Y. Visell, F. Fontana, B.L. Giordano, R. Nordahl, S. Serafin, R. Bresin, Sound design and perception in walking interactions, International Journal of Human-Computer Studies, Volume 67, Issue 11, 2009, Pages 947-959.
- R. Nordahl, S. Serafin and L. Turchet, "Sound synthesis and evaluation of interactive footsteps for virtual reality applications," 2010 IEEE Virtual Reality Conference (VR), Waltham, MA, 2010, pp. 147-153.
- L. Turchet, R. Nordahl, S. Serafin, A. Berrezag, S. Dimitrov and V. Hayward, "Audio-haptic physically-based simulation of walking on different grounds," 2010 IEEE International Workshop on Multimedia Signal Processing, Saint Malo, 2010, pp. 269-273.